# Marriott-Slaterville
Marriott-Slaterville est une municipalité américaine située dans le comté de Weber en Utah. Lors du recensement de 2010, sa population est de 1 701 habitants. La municipalité s'étend sur 7,39 milles carrés (19,14 km2), dont 0,21 milles carrés (0,54 km2) d'étendues d'eau.
Les localités de Marriott et Slaterville sont fondées au milieu du XIXe siècle. Elles portent le nom de leur fondateur respectif, John Marriott et Richard Slater. Elles fusionnent en juillet 1999 pour former la municipalité de Marriott-Slaterville.